# Regioni della Corea
La penisola coreana è tradizionalmente divisa in regioni che non hanno funzione amministrativa ma riflettono le divisioni storiche, geografiche e dialettali interne alla penisola. Le regioni sono obsolete e solo poche di esse sono ancora effettivamente usate per dividere, anche solo in via convenzionale, la penisola.

## Lista delle regioni
| Latinizzazione riveduta della lingua coreana | Sistema McCune-Reischauer | Coreano | Hanja | Suddivisione attuale                                                          | Suddivisione attuale |
| -------------------------------------------- | ------------------------- | ------- | ----- | ----------------------------------------------------------------------------- | -------------------- |
| Haeseo                                       | Haesŏ                     | 해서    | 海西  | Hwanghae Settentrionale and Hwanghae Meridionale                              | Corea del Nord       |
| Gwanseo                                      | Kwansŏ                    | 관서    | 關西  | Pyongyang, Nampo, Pyongan Settentrionale, Pyongan Meridionale e Chagang       | Corea del Nord       |
| Gwandong                                     | Kwandong                  | 관동    | 關東  | Gangwon / Kangwon                                                             | Entrambe             |
| Gwannam                                      | Kwannam                   | 관남    | 關南  | Hamgyŏng Meridionale e la parte meridionale del Ryanggang                     | Corea del Nord       |
| Gwanbuk                                      | Kwanbuk                   | 관북    | 關北  | Rasŏn, Hamgyŏng Settentrionale, Hamgyŏng Meridionale e Ryanggang              | Corea del Nord       |
| Gyeonggi                                     | Kyonggi                   | 경기    | 京畿  | Seul, Incheon e Gyeonggi pvvero corrispondente all'Area Metropolitana di Seul | Corea del Sud        |
| Hoseo                                        | Hosŏ                      | 호서    | 湖西  | Daejeon, Sejong, Chungcheong Settentrionale and Chungcheong Meridionale       | Corea del Sud        |
| Honam                                        | Honam                     | 호남    | 湖南  | Gwangju, Jeolla Settentrionale and Jeolla Meridionale                         | Corea del Sud        |
| Yeongnam                                     | Yŏngnam                   | 영남    | 嶺南  | Busan, Daegu, Ulsan, Gyeongsang Settentrionale and Gyeongsang Meridionale     | Corea del Sud        |
| Giho (regione)                               | Kiho (regione)            | 기호    | 畿湖  | Gyeonggi                                                                      | Corea del Sud        |

## Sotto-regioni
Il Gwandong è suddiviso in una parte occidentale (Yeongseo o Ryeongseo) e in una parte orientale (Yeongdong o Ryeongdong).